# Matriz bidiagonal
Em matemática, uma matriz bidiagonal é uma matriz banda com entradas diferentes de zero ao longo da diagonal principal e na diagonal acima ou na diagonal abaixo. Isso significa que há exatamente duas diagonais diferentes de zero na matriz.
Quando a diagonal acima da diagonal principal tem entradas diferentes de zero, a matriz é bidiagonal superior. Quando a diagonal abaixo da diagonal principal tem entradas diferentes de zero, a matriz é bidiagonal inferior.
Por exemplo, a matriz a seguir é bidiagonal superior:
{\displaystyle {\begin{pmatrix}1&4&0&0\\0&4&1&0\\0&0&3&4\\0&0&0&3\\\end{pmatrix}}}
e a seguinte matriz é bidiagonal inferior:
{\displaystyle {\begin{pmatrix}1&0&0&0\\2&4&0&0\\0&3&3&0\\0&0&4&3\\\end{pmatrix}}.}

## Uso
Uma variante do algoritmo QR começa com a redução de uma matriz geral em uma bidiagonal, e a decomposição de valor singular usa esse método também.

## Bidiagonalização
A bidiagonalização é uma das decomposições matriciais unitárias (ortogonais) tais que {\displaystyle {\boldsymbol {U}}^{*}{\boldsymbol {A}}{\boldsymbol {V}}={\boldsymbol {B}}}, onde {\displaystyle {\boldsymbol {U}}} e {\displaystyle {\boldsymbol {V}}} são matrizes unitárias (ortogonais); {\displaystyle *} denota transposição hermitiana; e {\displaystyle {\boldsymbol {B}}} é bidiagonal superior. {\displaystyle {\boldsymbol {A}}} pode ser retangular.
Para matrizes densas, as matrizes unitárias esquerda e direita são obtidas por uma série de reflexões de Householder aplicadas alternadamente da esquerda e da direita. Isso é conhecido como bidiagonalização Golub-Kahan. Para matrizes grandes, eles são calculados iterativamente usando o método Lanczos, conhecido como método Golub-Kahan-Lanczos.
A bidiagonalização tem uma estrutura muito semelhante à decomposição de valores singulares (SVD). No entanto, é calculada dentro de operações finitas, enquanto SVD requer esquemas iterativos para encontrar valores singulares. É porque os valores singulares ao quadrado são as raízes dos polinômios característicos de {\displaystyle {\boldsymbol {A}}^{*}{\boldsymbol {A}}}, onde {\displaystyle {\boldsymbol {A}}} é considerado alto.